# Correlação linear de energia livre (equações de Brown-Okamoto)
Brown, em 1950, observou que para as taxas de substituições eletrofílicas aromáticas e solvólises de cloretos de cumila substituídos, a relação de Hammett era válida somente quando o substituinte do anel aromático estava localizado na posição meta, definindo então, novas constantes de substituintes (σ+).
Hammett falha para conjugação direta com anel aromático para- substituído:
Brown e Okamoto relataram em 1958 a observação de uma excelente correlação linear entre o log (k/kH) para dezesseis cloretos de cumila meta-substituídos e as constantes de Hammett. Eles foram capazes de correlacionar os dados disponíveis em uma substituição eletrofílica aromática, as solvólises dos cloretos de cumila substituídos, pois esta se mostrava uma promissora rota para a determinação de tais constantes.
A constante de reação, ρ, encontrada para a solvólise dos cloretos de cumila em uma solução aquosa de acetona 90% a 25°C foi calculada para ser -4,62. Brown e Okamoto encontraram um valor experimental de ρ=-4,54.

As constantes σ+ de Brown-Okamoto tiveram enorme contribuição para a Química Orgânica.
| Substituinte      | Estrutura | σ+    |
| ----------------- | --------- | ----- |
| Acetamida         | CH3CONH   | −0,60 |
| Acetoxila         | CH3CO2    | 0,19  |
| Amino             | NH2       | −1,30 |
| Bromo             | Br        | 0,15  |
| t-Butila          | (CH3)3C   | −0,26 |
| Carboxila         | HO2C      | 0,42  |
| Cloro             | Cl        | 0,11  |
| Ciano             | N≡C       | 0,66  |
| Dimetilamino      | CH3_2N    | −1,70 |
| Etenila           | CH2=CH    | −0,16 |
| Etila             | C2H5      | −0,30 |
| Etinila           | HC≡C      | 0,18  |
| Etoxila           | C2H5O     | −0,81 |
| Fenila            | C6H5      | −0,18 |
| Flúor             | F         | −0,07 |
| Hidrogênio        | H         | 0,0   |
| Hidroxila         | HO        | −0,92 |
| Metoxila          | CH3O      | −0,78 |
| Metoxicarbonila   | CH3OCO    | 0,49  |
| Metila            | CH3       | −0,31 |
| Nitro             | NO2       | 0,79  |
| Sulfeto de Metila | CH3S      | −0,60 |
| Trifluorometila   | CF3       | 0,61  |
| Trimetilamônio    | (CH3)3N+  | 0,41  |
| Trimetilsilila    | (CH3)3Si  | 0,02  |

C. Hansch, A. Leo, and R. W. Taft, Chem. Rev., 91, 165 (1991)

## Equações de Brown-Okamoto
As equações de Brown-Okamoto são utilizadas quando há ressonância direta (através do anel aromático) entre o grupo substituinte G e o centro da reação:

1º- A carga positiva no centro reacional está sendo estabilizada por um grupo substituinte G (doador de elétrons):

Log (kG ou KG/kH ou KH) = ρ+ (reação ou equilíbrio) σ+G

2º- A carga negativa no centro reacional está sendo estabilizada por um grupo substituinte G (aceptor de elétrons):

Log (kG ou KG/kH ou KH) = ρ- (reação ou equilíbrio) σ-G

3º- Casos “intermediários”, Equação de Yukawa-Tsuno:

Log (kG ou KG/kH ou KH) = ρ(σ+r(σ+G ou σ-G -σ)

Onde r = grau de participação da ressonância direta do grupo G com o centro da reação.
Para r = 0, não há ressonância direta ; Equação de Hammett.
Para r = 1, há ressonância direta; Equação de Brown-Okamoto.
Estas equações tem sido bem sucedidas no tratamento de efeitos eletrônicos de substituíntes em estudos de espectrometria de massas. Wells e colaboradores  mostraram que o tamanho dos íons influênciam o deslocamento de unidades de massa em n-alquilbenzenos. Entretanto, muitas propriedades do íon molecular são diferentes para uma série de compostos incluindo polarizabilidade, momento de dipolo, reatividade de transferência de carga, propensão para dissociação e número de graus de liberdade. Cada um desses fatores pode dependentemente ou independentemente afetar a magnitude do deslocamento de unidades de massa. Correlações entre valores de σ+ e energia de ionização também foram observadas.    

Recentemente, DiLabio e Ingold refizeram o experimento de Brown - Okamoto e calcularam todos os parâmetros utilizando métodos computacionais modernos de baixo custo (SM5.42R) baseados em Hamiltonianos AM1.